# Đường cong mặt phẳng thực
Trong toán học, một đường cong mặt phẳng thực thường là một đường cong đại số thực được xác định trong mặt phẳng chiếu thực.

## Hình bầu dục
Trường của các số thực không được đóng theo đại số, hình học của một đường cong C ngay cả trong mặt phẳng chiếu thực. Giả sử không có điểm kỳ dị, các điểm thực của C tạo thành một số hình bầu dục, nói cách khác là các đa tạp con là các vòng tròn tôpô. Mặt phẳng chiếu thực có một nhóm cơ bản là nhóm cyclic có hai phần tử. Một hình bầu dục như vậy có thể đại diện cho một trong hai yếu tố nhóm; nói cách khác, chúng ta có thể hoặc không thể kết giao trong mặt phẳng. Lấy ra dòng ở vô cực L, bất kỳ hình bầu dục nào nằm trong phần hữu hạn của mặt phẳng affine sẽ có thể bị co lại, và do đó đại diện cho yếu tố nhận dạng của nhóm cơ bản; các loại khác của hình bầu dục do đó phải cắt L.
Vẫn còn câu hỏi làm thế nào các hình bầu dục khác nhau được lồng vào nhau. Đây là chủ đề của vấn đề thứ mười sáu của Hilbert. Xem định lý đường cong của Harnack cho một kết quả cổ điển.